# Бичок (Петропавловський район)
Бичок (рос. Бычок) — село у Росії, Петропавловському районі Воронезької області. Адміністративний центр Бичковського сільського поселення.
Населення становить 972 особи (451 чоловічої статі й 521 — жіночої) за переписом 2010 року  (1233 особи на 1.01.2008).

## Історія
За даними 1859 року у казенній слободі Богучарського повіту Воронізької губернії мешкало 3037 осіб (1528 чоловічої статі та 1509 — жіночої), налічувалось 428 дворових господарств, існувала православна церква й поштова станція.
Станом на 1886 рік у колишній державній слободі, центрі Бичковської волості, мешкало 3870 осіб, налічувалось 703 дворових господарств, існували православна церква, школа, поштова станція, 5 лавок, відбувався щорічний ярмарок.
За переписом 1897 року кількість мешканців зросла до 4666 осіб (2333 чоловічої статі та 2333 — жіночої), з яких 4660 — православної віри.
За даними 1900 року у селі мешкало 4797 осіб (2416 чоловічої статі та 2381 — жіночої) переважно українського населення, налічувалось 871 дворове господарство, існували 2 православні церкви, 10 громадських будівель, земська школа і 2 школи грамоти, 4 мануфактурних, 2 дріб'язкових і винна лавки, шинок, відбувався щорічний ярмарок.

## Населення
| 2010 |
| ---- |
| 972  |